# Ɇ́
Cette page contient des caractères spéciaux ou non latins. S’ils s’affichent mal (▯, ?, etc.), consultez la page d’aide Unicode.
Ɇ́ (minuscule : ɇ́), appelé e barré accent aigu, est un graphème utilisé dans l’écriture du chinantèque d'Ojitlán, du chinantèque d'Usila et du chinantèque de Valle Nacional. Il s’agit de la lettre Ɇ diacritée d’un accent aigu.

## Représentations informatiques
Le e barré accent aigu peut être représenté avec les caractères Unicode suivants :
- décomposé (latin étendu B, diacritiques) :

| formes    | représentations | chaînes de caractères | points de code | descriptions                                                |
| --------- | --------------- | --------------------- | -------------- | ----------------------------------------------------------- |
| capitale  | Ɇ́               | Ɇ◌́                    | U+0246 U+0331  | lettre majuscule latine e barré diacritique macron souscrit |
| minuscule | ɇ́               | ɇ◌́                    | U+0247 U+0331  | lettre minuscule latine e barré diacritique accent aigu     |

## Sources
- (es + cvn) Escribo mi lengua. Chinanteco Valle Nacional, Sɇ̱n jne si kiäꞌ ja̲ɨ. Jɇ́g jmeï kiaꞌ dsa kɨꞌ, Mexico, Instituto Nacional para la Educación de los Adultos, INEA, coll. « MIBES » (no 7), 2016 (lire en ligne), p. 68